# Dom zu St. Pölten

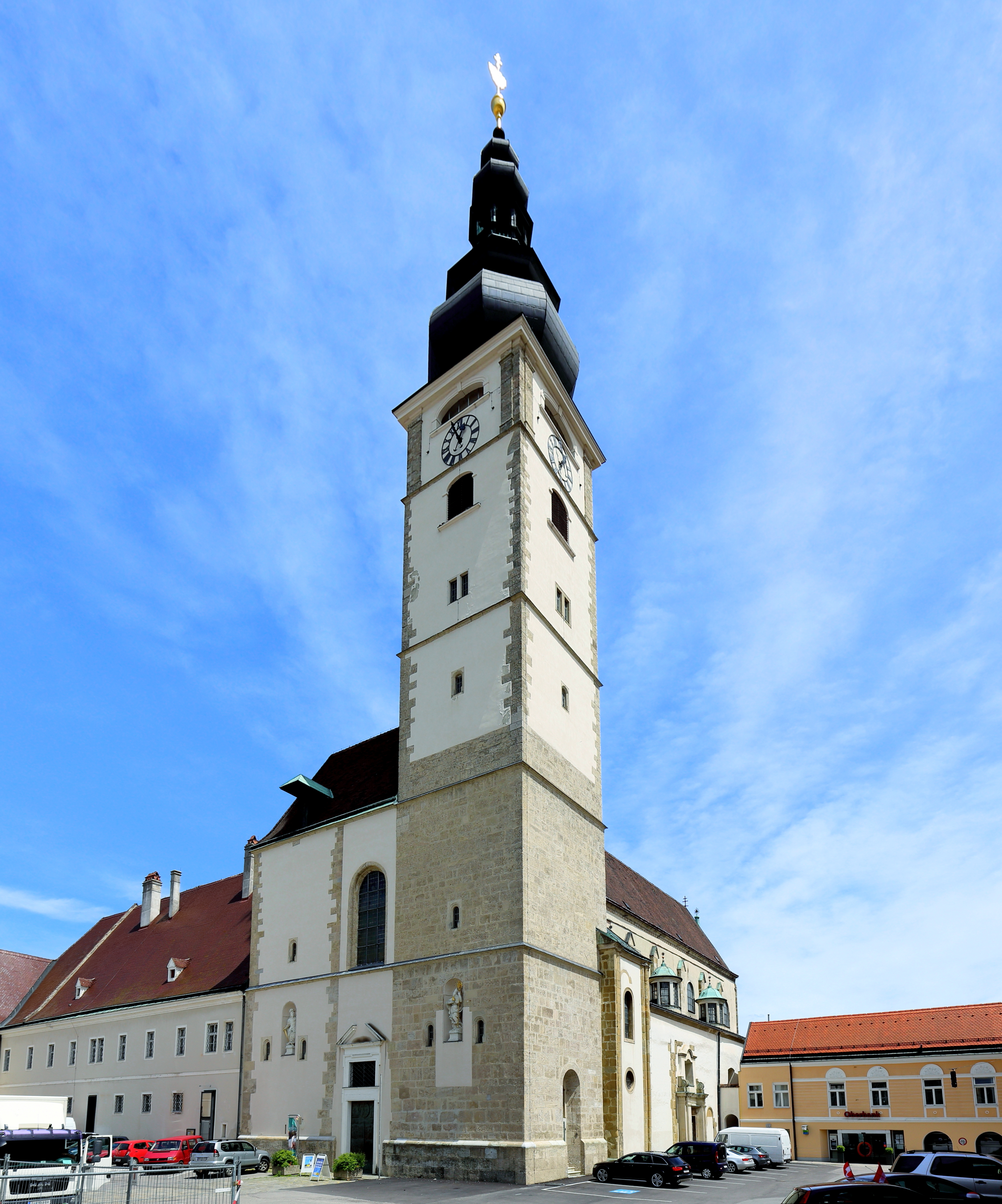
Der St. Pöltner Dom

Der Dom zu St. Pölten ist eine Domkirche und seit 1785 die Kathedrale der Diözese St. Pölten. Bis zur Auflösung des St. Pöltner Augustiner-Chorherren-Stifts im Jahr 1784 war er dessen Klosterkirche. Die Dom- und Pfarrkirche Mariä Himmelfahrt gehört zum Dekanat St. Pölten. Das Gebäude erscheint trotz gut erhaltenen spätromanischen Kern als Barockbauwerk und steht unter Denkmalschutz.

## Geschichte

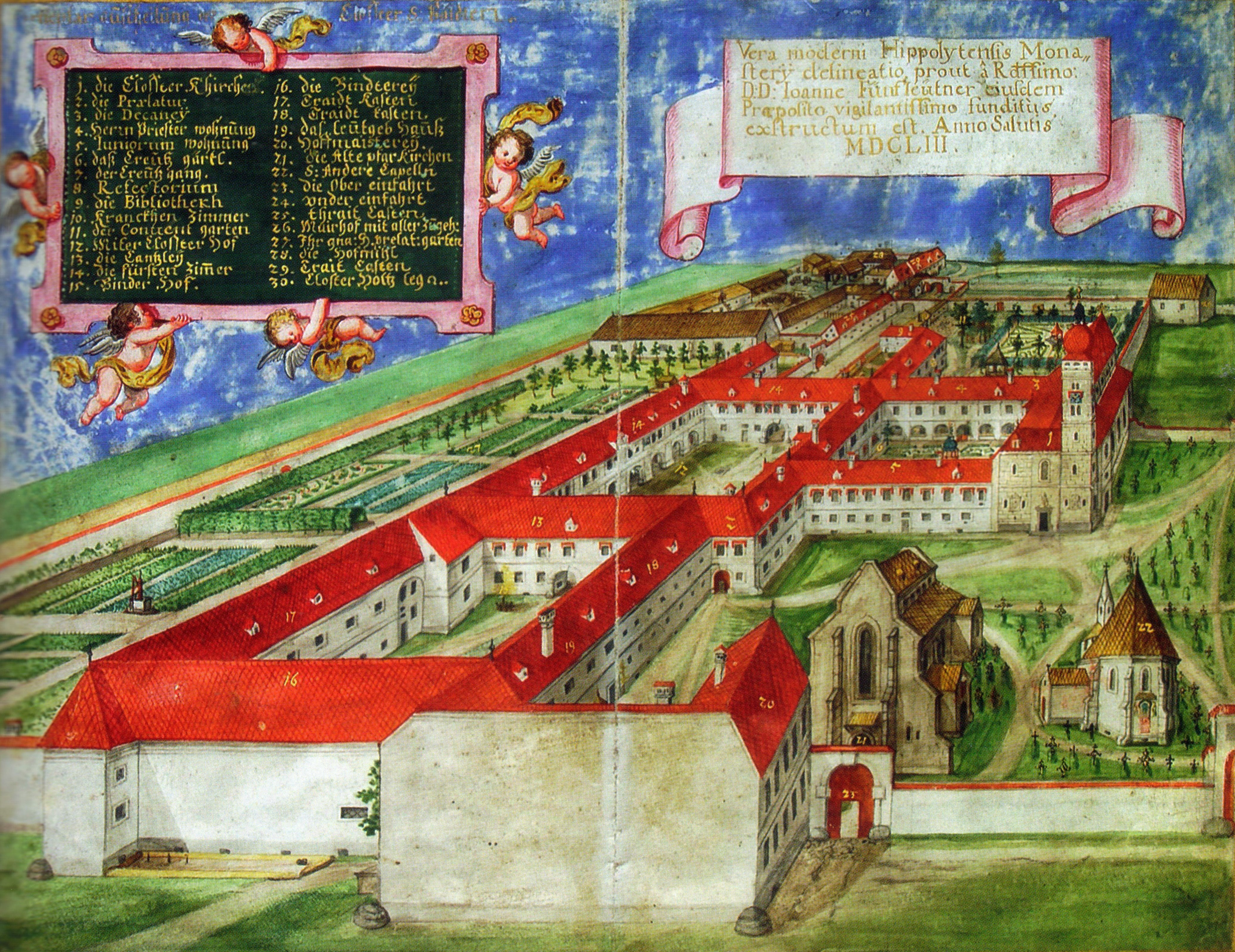
Gesamtansicht des Klosters St. Pölten aus 1653, hier noch mit der heute abgerissenen Pfarrkirche am Domplatz

### Vorgängerbauten
Die Ursprünge des heutigen Stiftes St. Pölten (St. Hippolytus) und damit des Doms gehen auf die Zeit um das Jahr 790 zurück. In dieser Zeit sollen die Brüder Adalbert und Otakar vom von ihnen gegründeten Kloster Tegernsee aus ein Tochterkloster in St. Pölten gegründet haben. Die Benediktiner brachten auch die Hippolytreliquien nach St. Pölten, von denen sich der heutige Name der Stadt herleitet. Seit 828 befand sich das Kloster in Besitz des Bistums Passau. Die von dort ausgehende Missionarstätigkeit lässt sich vor allem im Großmährischen Reich vermuten, die Kirche am Pöltenberg in Znaim soll von dort aus gegründet worden sein.
Beim Einfall der Magyaren um das Jahr 907 wurde das Kloster nahezu vollständig zerstört. Erst nach der Schlacht auf dem Lechfeld 955 wurde es wieder aufgebaut. Die erste schriftliche Erwähnung findet das Kloster 976 in einer Urkunde Kaiser Ottos II. für Bischof Pilgrim von Passau. Unter Bischof Altmann von Passau wurde es 1081 zu einem Augustiner-Chorherrenstift umgewandelt und trug ab dann das Patrozinium des Hl. Petrus, im 12. Jahrhundert wurde
der Hauptaltar den Hll. Stephanus und Hippolyt geweiht.

### Heutige Kirche

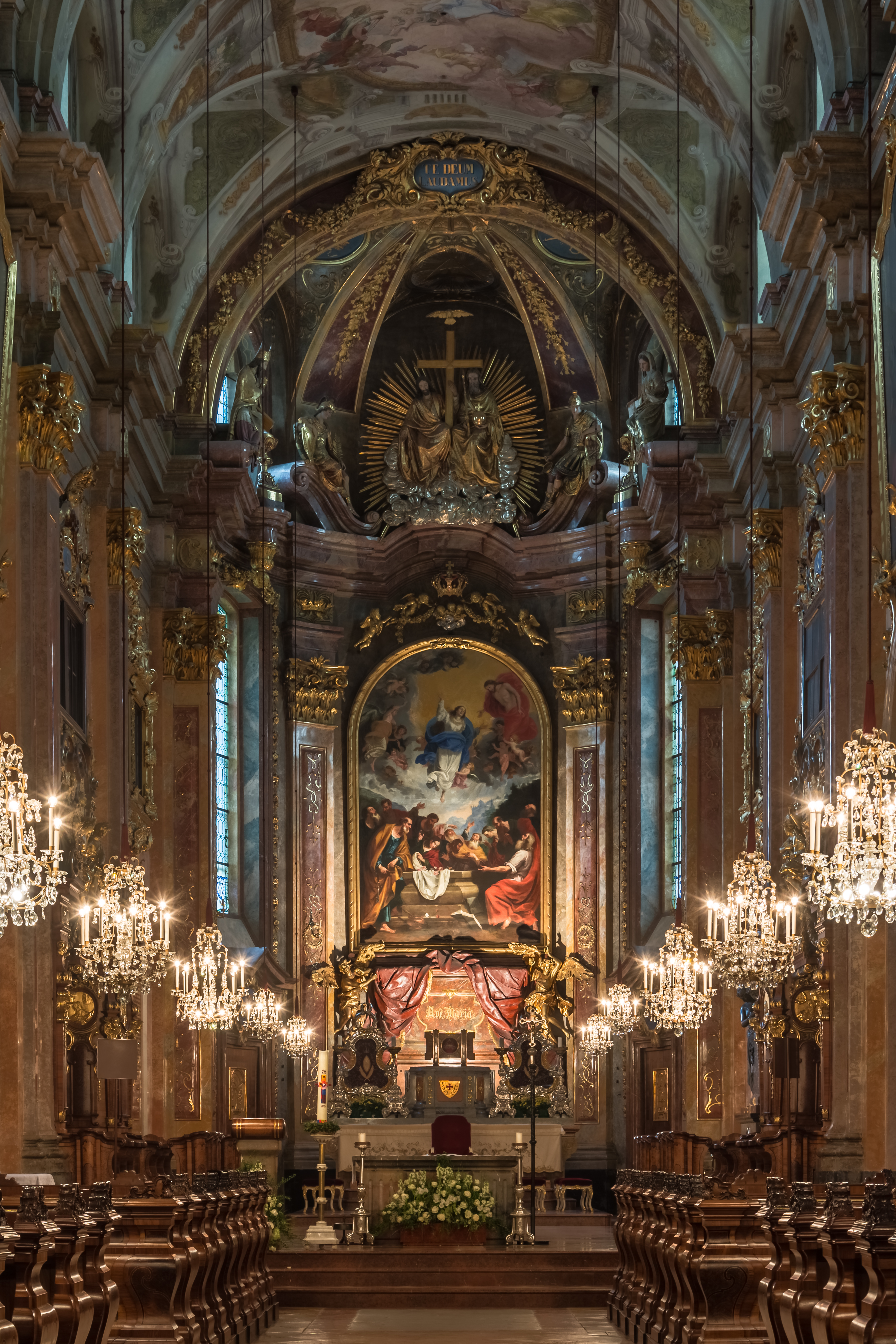
Apsis und Hochaltar

Um 1150 wurde eine dreischiffige, querschifflose Kirche mit Doppeltürmen als Westwerk erbaut, die jedoch schon zwischen 1267 und 1280 nach einem Brand großzügig umgebaut wurde. Diese Kirche wurde 1228 von Bischof Gebhard zu Ehren Mariä Aufnahme in den Himmel (Mariä Himmelfahrt) geweiht, das Patrozinium, das der Dom bis heute führt. 1512 brannte es verheerend in der ganzen Stadt, danach wurde der Nordturm abgetragen und nicht mehr aufgebaut.
Das heutige Bild des Doms entstand im 17. Jahrhundert. Nach einem Brand 1621 wurde das heutige Bistumsgebäude im Frühbarock gestaltet. Den letzten Höhepunkt in der Baugeschichte erlebte das damalige Kloster unter Propst Johann Michel Führer. Er war von der hochbarocken Pracht benachbarter Residenzen wie des Stifts Melk begeistert und fand in dem in der Stadt lebenden Jakob Prandtauer einen gleichgesinnten Partner. Der geplante Umbau sollte die Bistumsgebäude um ein zweites Stockwerk erweitern und die Außenansicht der Kirche sollte eine Dreiturmpartie (ähnlich wie beim Stift Seitenstetten) mit dem bestehenden Turm als Zentrum werden. Dieser Plan konnte nicht ganz umgesetzt werden, vor allem weil sich Führer finanziell übernahm und das Stift nahezu bankrott war, als er 1739 zurücktrat. Neben der großzügigen Neugestaltung des gesamten Innenraums, vor allem durch Daniel Gran und Bartolomeo Altomonte, wurde nur der Turm erhöht und mit einer neuen Kuppel versehen.
1784 wurde das Stift durch Joseph II. aufgelassen. Am 28. Jänner im Jahr darauf wurde aufgrund der von Pius VI. erlassenen päpstlichen Bulle Inter plurimas das Gebäude Bischofssitz (Kathedrale) der neu gegründeten Diözese St. Pölten.
1873 gründete der Pfarrer Josef Kinzl den Katholischen patriotischen Volks- und Preßverein für Niederösterreich, der den St. Pöltner Boten herausgab. Daraus haben sich die NÖN und das Niederösterreichische Pressehaus entwickelt.
Domplatz

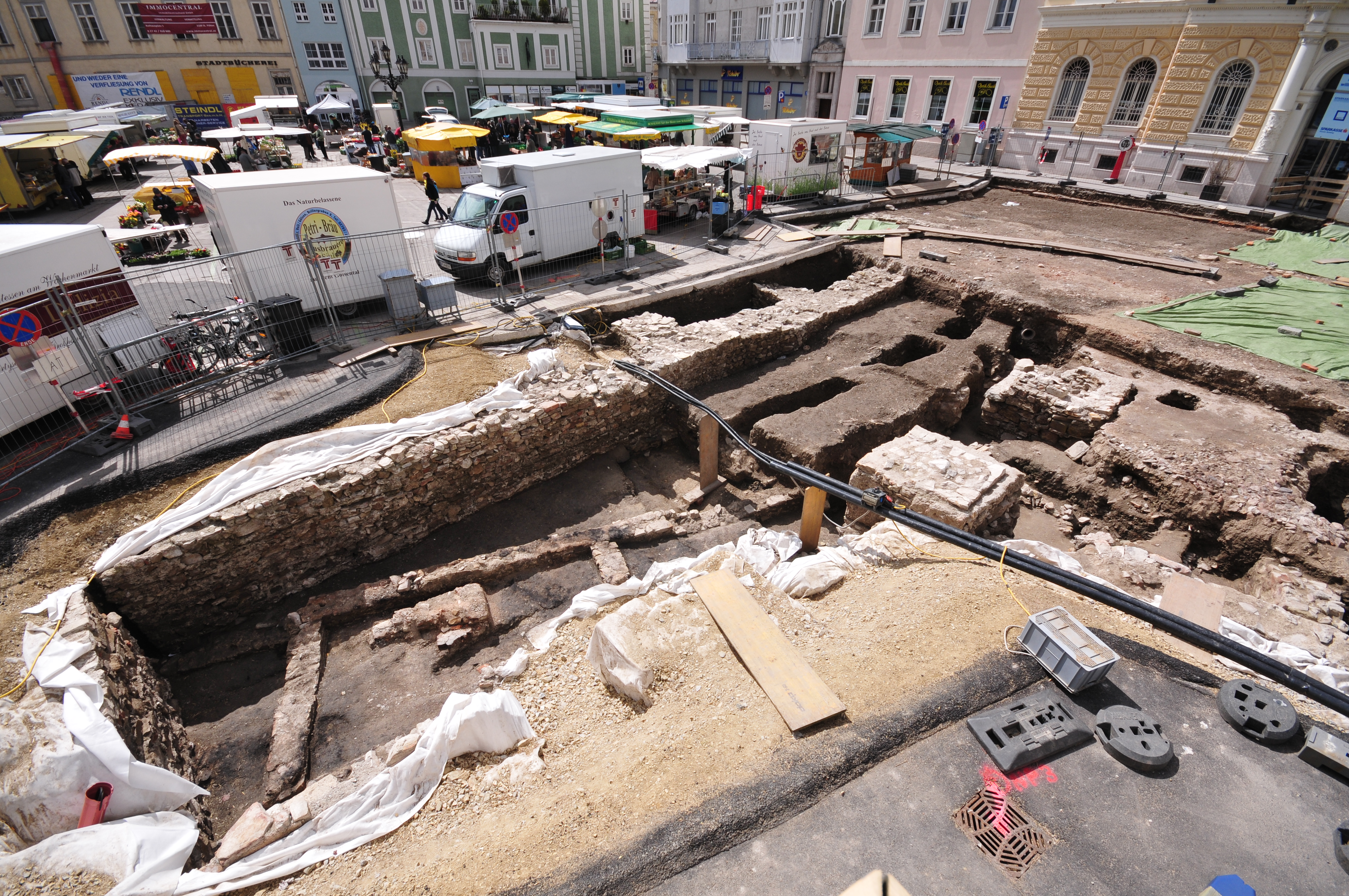
Ausgrabungen am Domplatz (2013)

2010 wurde mit archäologischen Grabungen am Domplatz begonnen, die ursprünglich hätten zwei Jahre dauern sollen. Im September 2023 wurde der neugestaltete Domplatz nach tatsächlich rund zehn Jahre dauernden Grabungen offiziell eröffnet.

## Architektur

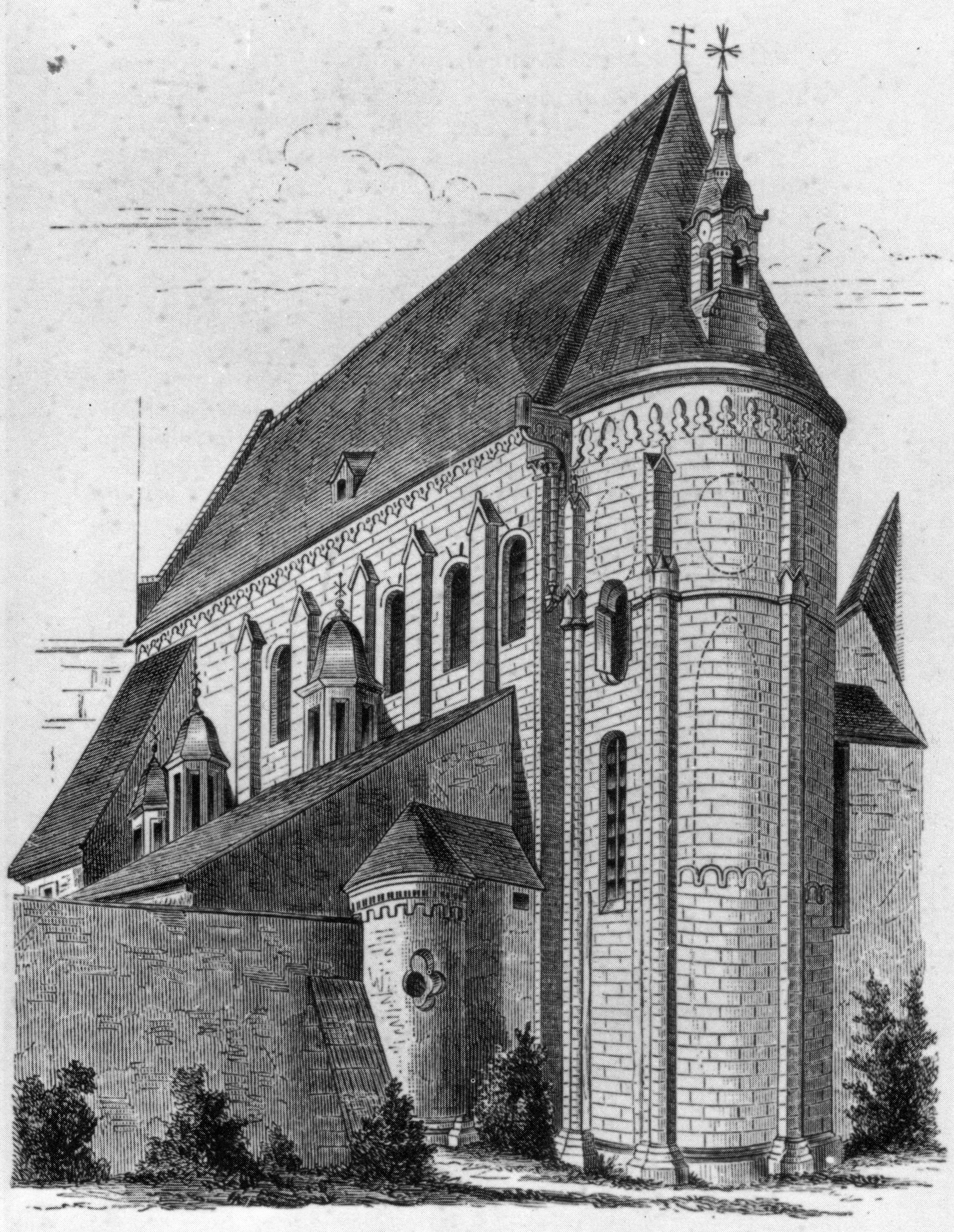
Chor des St. Pöltner Doms

„So wenig sich der Beschauer nach der Außenseite dieses Domes verspricht, so überraschend ist der Eintritt in denselben, da ihm von allen Seiten Gegenstände entgegen treten, die eine besondere Aufmerksamkeit verdienen, aber wohl auch zugleich den Wunsch erregen, daß mehr Licht diese Meisterstücke erhellen möchte, das etwas sparsam den Gottestempel erhellet.“

### Das Äußere
Der Grundriss der Außenfassade besteht großteils noch von dem um 1150 erbauten Gebäude. Ursprünglich als dreischiffige, querschifflose Kirche mit Doppeltürmen als Westwerk erbaut, wurde sie nach einem Brand zwischen 1267 und 1280 großzügig spätromanisch umgebaut.
Die Domkirche ist direkt mit dem Bistumsgebäude verbunden, an die Nordseite der Kirche schließt der Kreuzgang an. Trotz der weitgehenden Erhaltung der spätromanischen Bausubstanz ist der Bau vom mächtigen Südturm mit seiner doppelten Zwiebelhaube und den Kuppellaternen am südlichen Seitenschiff barock geprägt. Vom spätromanischen Bau sind die Apsis und die Südfassade erhalten.
Mit Ausnahme der beiden Untergeschoße des Südturms haben beide Türme eine Eckquaderung. An der Westfassade befindet sich das Hauptportal der Kathedrale mit Oberlichtern und einem Sprenggiebelaufsatz. Zu beiden Seiten des Portals auf Höhe des zweiten Geschoßes befindet sich je eine Heiligenstatue: links Hippolyt, rechts Augustinus.

### Das Innere

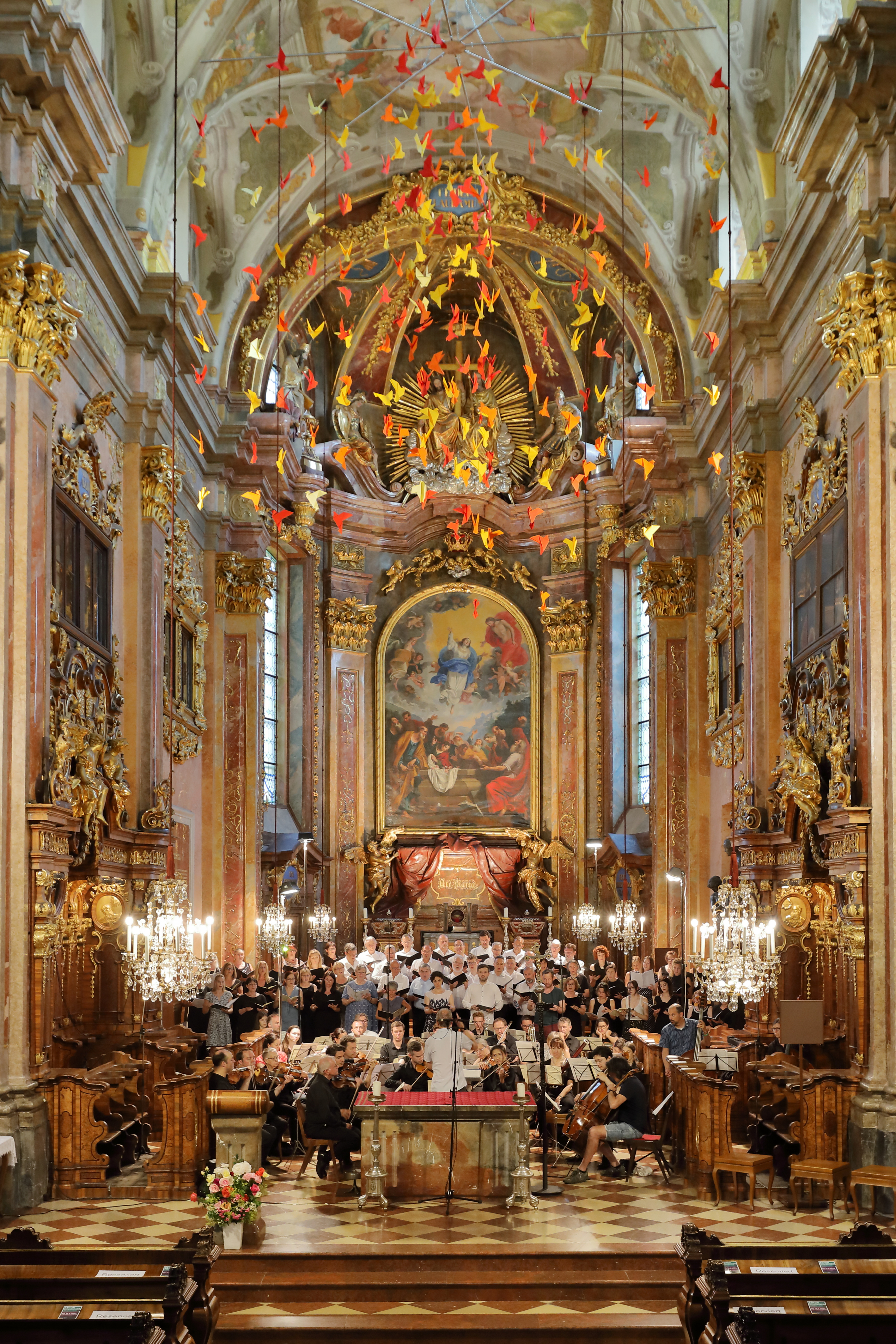
Hochaltar, davor der Domchor und das Domorchester

Das Innere der Kirche wurde durch Jakob Prandtauer, Joseph Munggenast, Daniel Gran und Bartolomeo Altomonte barockisiert. Die Deckenfresken gestaltete teilweise Thomas Friedrich Gedon. Vor den Stufen des Altarraums befindet sich der Abgang zur Bischofsgruft, in der u. a. die Diözesan- bzw. Weihbischöfe von St. Pölten Memelauer, Žak, Krenn und Fasching beigesetzt sind.
Der prunkvolle Hochaltar entstand im Zuge der Barockisierung des Domes ab 1722 durch Jakob Prandtauer. Das Altarbild zeigt „Mariae Himmelfahrt“ und wurde 1658 von Tobias Pock gemalt.

## Orgel

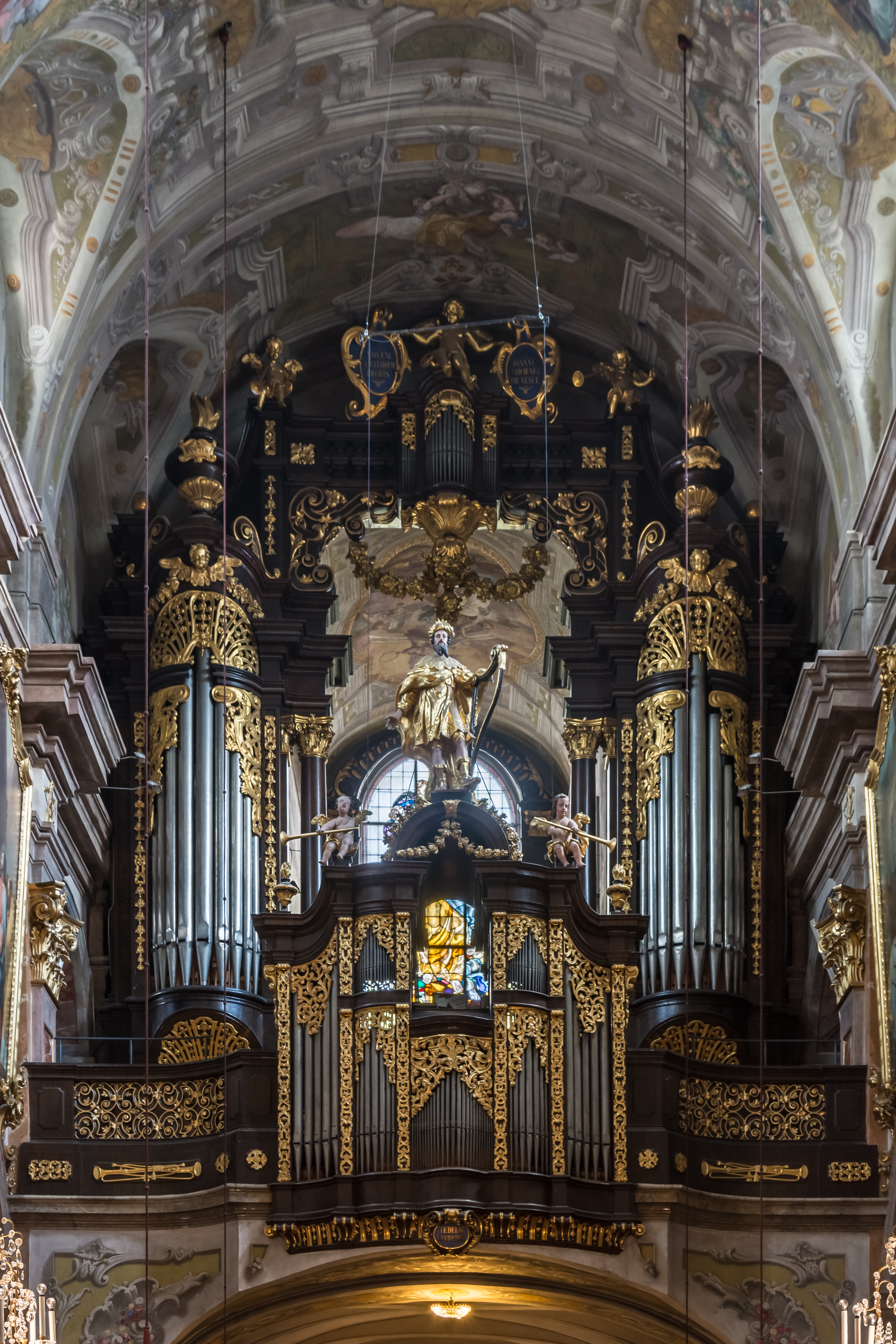
Orgelprospekt mit Rückpositiv

Die Orgel ist das Opus 444 der Schweizer Firma Metzler Orgelbau aus dem Jahre 1973 mit 36 Registern auf 3 Manualen und Pedal. Der Prospekt stammt von der ursprünglichen, von Johann Ignaz Egedacher errichteten Orgel aus dem Jahr 1722. Hauptwerk und Positiv befinden sich im als Rückpositiv erscheinendem Gehäuse. Für das Schwellwerk entstand ein neues Gehäuse an der Emporenrückwand, die Pedalregister stehen in den beiden Seitentürmen. Die Züge sind links und rechts vom Spieltisch angeordnet.
| I Hauptwerk C–f3 |            |        |
| 01.              | Quintade   | 16'    |
| 02.              | Principal  | 08'    |
| 03.              | Hohlflöte  | 08'    |
| 04.              | Octave     | 04'    |
| 05.              | Rohrflöte  | 04'    |
| 06.              | Quint      | 03'    |
| 07.              | Octave     | 02'    |
| 08.              | Gemshorn   | 02'    |
| 09.              | Mixtur IV  | 01 ⁄3' |
| 10.              | Cimbel III | 01'    |
| 11.              | Dulcian    | 08'    |

| II Positiv C–f3 |                 |        |
| 12.             | Holzgedackt     | 08'    |
| 13.             | Gedacktflöte    | 04'    |
| 14.             | Principal       | 02'    |
| 15.             | Larigot         | 01 ⁄3' |
| 16.             | Sesquialtera II |        |
| 17.             | Octave          | 01'    |

| III Schwellwerk C–f3 |            |         |
| 18.                  | Bourdon    | 16'     |
| 19.                  | Viola      | 08'     |
| 20.                  | Gedackt    | 08'     |
| 21.                  | Octave     | 04'     |
| 22.                  | Spitzflöte | 04'     |
| 23.                  | Nasard     | 02 ⁄3'  |
| 24.                  | Doublette  | 02'     |
| 25.                  | Terz       | 01 3⁄5' |
| 26.                  | Mixtur IV  | 02'     |
| 27.                  | Trompete   | 08'     |
| 28.                  | Vox humana | 08'     |
|                      | Tremulant  |         |

| Pedalwerk C–f1 |           |     |
| 29.            | Principal | 16' |
| 30.            | Subbaß    | 16' |
| 31.            | Octave    | 08' |
| 32.            | Octave    | 04' |
| 33.            | Mixtur IV | 02' |
| 34.            | Posaune   | 16' |
| 35.            | Trompete  | 08' |
| 36.            | Trompete  | 04' |

- Koppeln: II/I, III/I, I/P, III/P
- Spielhilfen:  Plenum-Tritt für Hauptwerk und Pedal, Pedalzungen-Tritt (an, ab)

## Glocken
Der Dom besitzt ein nahezu komplettes Geläute aus der Barockzeit, gegossen 1696 von Mathias Prininger aus Krems. Nur die Glocke 3 ging durch die Glockenablieferungen im Ersten Weltkrieg verloren und musste nach beiden Weltkriegen neu angeschafft werden.
| Glocke | Name                            | Gussjahr | Gießer            | Gewicht | Durchmesser | Nominal |
| ------ | ------------------------------- | -------- | ----------------- | ------- | ----------- | ------- |
| 1      | Immaculataglocke                | 1696     | Mathias Prininger | 4318 kg | 189 cm      | a0 +2   |
| 2      | Zwölferin                       | 1696     | Mathias Prininger | 2223 kg | 151 cm      | cis1 +0 |
| 3      | Bischofsjubiläumsglocke         | 1955     | Josef Pfundner    | 1066 kg | 120 cm      | e1 +2   |
| 4      | Viertel- oder Armenseelenglocke | 1696     | Mathias Prininger | 0516 kg | 093 cm      | a1 +0   |
| 5      | Speisglocke                     | 1696     | Mathias Prininger | 0264 kg | 073 cm      | cis2 +0 |

Außerdem gibt es zwei weitere kleine Glocken, die aber nicht zum eigentlichen Geläut gehören.